# Christian Zurita
Christian Gustavo Zurita Ron, mais conhecido como Christian Zurita (Quito - 04 de abril de 1970) é um empresário, jornalista e político equatoriano que concorre à presidência do Equador nas eleições gerais equatorianas de 2023.

## Vida pregressa
Jornalista investigativo com histórico de denúncias contra a corrupção, no passado colaborou com Fernando Villavicencio.

## Candidatura presidencial de 2023
Após o Assassinato de Fernando Villavicencio que ocorreu em 9 de agosto de 2023 em Quito, Equador, às vésperas das eleições presidenciais. Além do político vários outros ficaram feridos no ataque, anunciou sua candidatura à presidência do Equador nas próximas eleições gerais.